# Ian Watson (escritor)
Ian Watson (St. Albans, 1943) es un escritor británico.

## Biografía
Hijo de un empleado de correos y criado en el norte de Inglaterra, en 1963 se graduó en Literatura inglesa con matrícula de honor en el Balliol College de la Universidad de Oxford. Tras cursar un posgrado de investigación, ha ejercido la docencia en universidades de Tanzania, Japón y en la School of History of Art de Birmingham. Desde 2011 reside en la localidad española de Gijón.
En 1976 se convirtió en escritor a tiempo completo gracias al éxito de su primera novela, The Embedding —publicada en español dentro de la antología Incrustados y otros delirios racionalistas (Gigamesh, 2016), primer volumen de la serie Watsonianas—, ganadora del John W. Campbell Memorial Award y del Prix Apollo.
Ha publicado más de treinta novelas de ciencia ficción, fantasía y terror, quince libros de relatos y un poemario, Memory Man (Leaky Boot Press, 2014). Watson trabajó en el guion de la película A.I. Inteligencia artificial (Steven Spielberg, 2001), resultado de más de nueve meses de trabajo con Stanley Kubrick.